# Хајдук Вељко
Вељко Петровић (Леновац, код Зајечара, око 1780 — Неготин, око 20. јула 1813) био је српски хајдук и један од највећих јунака Првог српског устанка. О Вељковом животу писао је Вук Стефановић Караџић у делу „Житије Ајдук-Вељка Петровића“.

## Биографија
Вељко Петровић је рођен у селу Леновцу, код Зајечара, у богатој породици Петра Влаховића, кога су звали „Сирењар“, због мноштва стоке које је поседовао и сира што је продавао. У младости је Вељко Петровић био чобан и слуга. Са своје 22 године, као младић је реаговао када су два Турчина напала његову сестру. На мах их је убио и одмах се одметнуо у хајдуке. Прво је ишао у Видин код великог одметника, бившег јањичара Пазваноглуа. Међутим и ту долази до изражаја његова прека нарав када убија два Пазванџијина момка и бежи. Од 1803. године био је хајдук у чети Станоја Главаша, да би затим пришао старешини Смедеревске нахије, војводи Душану Вулићевићу Ђуши. Када војвода Ђуша тражи од Станоја храброг и поверљивог човека, Станоје није имао бољег избора до Вељка. Од 1804. учествовао је у Устанку у чети са Главашем, а после са Душаном и Вујицом Вулићевићем. Својеглавост Вељкова је утицала на то да у времена ратна не буде послушан ни Вујици, а потом ни Карађорђу. Са Вулићевићем се борио за Београд (1806), на чијим се шанчевима храбро борио. Године 1807, постао је буљубаша и добио дозволу од Совјета да побуни Криви Вир и Црну Реку. Године 1809, Вељко је бранио Бању од Турака.
Лична његова храброст била је изванредна, и ради ње он је брзо постао разглашен на све стране. Прек и увек хајдук, Вељко није био много дисциплинован, и Совјет је имао с њим чешће неприлика. 1810. године одликован је руском Великом златном медаљом за храброст.
Нарочито се истакао у бици на Варварину, где је био рањен у леву руку и због тога остао мало сакат. Године 1811, постао је крајински војвода и упућен је у Неготин, на Крајину.
Судбоносне 1813. неколико турских коњаника га је напало код села Буковча, где их је Вељко разбио. Турци су затим кренули са далеко јачим снагама, па се Вељко морао повући у неготинске шанчеве да их брани.

### Вељкова погибија
Велики бојеви око Неготина почели су у лето 1813. године. Вељко продире до Видина, па потом код Буковча туче мање турске јединице, али се убрзо однос снага мења. Турци су почели да опседају Неготин појачањима које им је послао турски паша из Влашке. Укупно 16.000 турских војника је нападало Неготин, кога је бранило 3000 Срба. Вељко је утврдио Неготин, направио шанац, дигао куле и сачекао Турке. Највиша кула у којој је седео Вељко је названа "Баба Финка".
У шанчевима, заједно са Вељком борила су се и његова браћа Милутин и Миљко, као и храбре буљубаше и бимбаше Хаџи-Никола Мијаиловић, Стојан Абраш, Делибалта и др. Очекивана помоћ коју је Вељко тражио није стигла.
Понестала је и муниција, па се хајдук Вељко сети и нареди да се сакупе по Неготину калајне ствари, и да се растопе у пушчана зрна, а у топове је наређивао да се само стављају талири.
Дан и ноћ је обилазио шанчеве, храбрио своје војнике и поправљао рушевине од турских топова.
Једно јутро, после двадесетак дана одбране, око 20. јула, кад је наређивао оправке на малом шанцу, погоди га топовско ђуле кроз сред плећа. Једва је могао да изговори само: „Држ!". Пао је мртав на земљу. Његов брат Милутин га је увече закопао код неготинске цркве.
Постоји у пиротском крају народно предање о погибији Вељковој, коју је пренео старац од 90 година, Ђорђе Голубовић звани Лепоје 1897. године. У тамошњем месту Шугрин (код Калне) рођен је Стеван, главни Хајдук-Вељков тобџија. Једном приликом 1813. године у Неготину се Стеван опио и због тога лоше нишанио, па га је Хајдук Вељко ишамарао. Стеван се наљутио и пребегао је Турцима. Испричао им је све што се десило и они су га узели за свог тобџију. Пошто је рекао да га је Вељко плаћао грош по дану, нови господари су му наводно дали 100 гроша награде. Услов је био да топом што пре погоди Хајдук-Вељка. И после неколико дана Стеван заиста уби топом Хајдук-Вељка.

Након Вељкове погибије, Турци су заузели Неготин и Крајину. Остале су запамћене његове речи: 
| „ | Главу дајем, Крајину не дајем. | ” |

Женио се два пута. Прва жена је била Марија, најмлађа сестра по мајци Станоја Главаша, али она није могла поднети хајдучки живот Вељков па се разиђоше. Друга његова жена, Чучук Стана, била му је нарочито мила. За њу се везују многе приче укључујући и оне да се са Вељком тукла против Турака, бранила Неготин и да је чак четири ране у тим борбама задобила. После његове смрти удала се за другог јунака, грчког капетана Јоргаћа. Врло живу Вељкову биографију написао је Вук Караџић (Скупљени историјски и етнографски списи, И, 225—238).
Одликован је руском златном медаљом за храброст.
Са Маријом је имао сина Радована, а данас потомци хајдук Вељка живе између осталог и у селу Дубона и презивају се Хајдук-Вељковићи.

## Народ о хајдук Вељку
Хајдук Вељко је још за свог живота, а поготово после јуначке погибије слављен и опеван, али је увек наглашаван и његов хајдучки и бећарски дух. Најпознатије песме о њему су
- Расло ми је бадем дрво
- Болан ми лежи Кара-Мустафа

а тврди се да постоји седамдесетак лирских и десетак епских песама о њему.
Мит око његове појаве је помогнут његовим оригиналним начином показивања пред битку. Када би узјахао свог омиљеног коња, Кушљу, Вељко је често позивао музику да свира пре него што се упусти у битку. Прича се и да је ту исту музику поново позивао после завршеног мегдана да се пијанка и весеље настави.

## Лични живот
Хајдук Вељко Петровић је рођен у селу ког Зајечара које се зове Леновац. Његов отац, Петар Петровић, је био богати сточар. Његова мајка је била домаћица која се, већину времена, бринула о деци. Вељко је у периоду одрастања свакодневно чувао стоку. За вријеме дечачких дана била је уочљива разлика између њега и његових вршњака. Заправо, није се много играо са својим вршњацима. Више од игре уживао је у занимљивим причама старијих људи о њиховим искуствима и јунаштвима. Обожавао је музику. Показивао је велику спретност у лову на дивље свиње, што је био један од његовим омиљених забава у млађем узрасту. Већ као мали имао је жељу да једног дана постане славан српски јунак.
Као младић је убио два Турчина, јер су му напали сестру, а потом је отишао у хајдуке. Био је миљеник међу женама. Многе су се отимале за његову наклоност. Женио се два пута. Прва његова супруга је била Марија, родица Станоја Главаша. Није дуго опстао овај брак, јер њој није одговарао његов хајдучки живот. Ипак, имали су сина Радована. Данашњи њихови потомци се презивају Хајдуквељковићи. Други пут се оженио са Станом Чучук. По нарави, Стана је била слична Вељку. Заједно су се борили против Турака, а у тим борбама је Стана била четири пута рањена. Након Вељкове смрти удала се за грчког капетана. Вук Стефановић Караџић је о Хајдуку Вељку, између осталог, написао:
| „ | По срцу је и по тјелесном јунаштву био први не, само, у Србији, него се може, слободно, рећи и у цијелој Европи свог свуд ратног времена. У вријеме Ахила и Милоша Обилића, он би, заиста, њихов друг био, а у његово вријеме, богзна би ли се они могли с њим упоредити. | ” |

Јуначки је учествовао у биткама, не марећи за богатство и новац. Истицао се као висок и мршав човек. Његова коса је била смеђа, а на лицу су се најприје уочавали мали бркови. Имао је широка уста, дугуљасте образе и нераван нос.

### Чучук Стана
У историји је остало познато да је Хајдук – Вељко био пријеке нарави, те да је неретко долазио у разне сукобе са надређенима. Његова тешка нарав је била занемарива, јер се много више истицао по храбрости и својим многобројним способностима. Српске су војводе биле једногласне око тога да је Вељко био највећи српски хајдук. Својим изгледом и способностима привлачио је, а и имао многобројне жене. Међутим, само је једна жена освојила његово срце, а то је била Стана Чучук коју је први пут угледао док је уживао у необавезном разговору и пићу. Јахала је коња и била обучена као мушкарац.
Када му је дрско пришла и обратила се питањем: „Зар твоји момци не знају Турке убијати него девојачке дарове красти?“, он је остао запрепаштен, те се одмах распитао ко је она. Сазнао је да су његови људи приликом сакупљања пореза узели и мираз који је Станин отац спремио за своје ћерке. Мираз је по Вељковом наређењу морао бити враћен, а он лично је Стану због тога додатно даривао. Тада је почела њихова велика љубав. Вељко је искрено заволио Стану. Она је имала петнаест година када су се заволели. Због њене велике храбрости, која је засенила храброст многих мушкарца, добила је надимак Чучук. Вељко је у тренутку њиховог упознавања био у браку са првом супругом Маријом.
Оженио се и Станом тако што је потплатио свештенике, а својој првој супрузи даровао имање у Јагодини. Осим постеље, Вељко и Стана, делили су седло и кубуру, заједно осмишљавали стратегије и одлазили у битке. Одлучно је остајала уз њега и у најтежим тренуцима. Вест о Вељковој смрти је тешко прихватила. У жељи за осветом остајала је са саборцима до краја. Након тога је један период живјела у Панчеву. Поново се удала за Грка, капетана Јоргаћа (Георгакис Николау Олимпиос). Родила му је два сина и ћерку. У Атини је провела остатак свог живота. Живела је на двору радећи заједно са мужем, а у слободно време је учила стране језике. У Атини је и умрла, 1849. године, али се не зна где је сахрањена.